# Повалення Бірона
Повалення Бірона — палацовий переворот, що відбувся в ніч з 8 на 9 листопада 1740, в ході якого регент Російської імперії Ернст Йоганн фон Бірон був повалений і заарештований у власній спальні в Літньому палаці.

## Призначення Бірона регентом
Відповідно до «Статуту про престолонаслідування» від 5 лютого 1722 року, створеному Петром I, перед смертю Анна Іванівна підписала заповіт, за яким престол успадкував син її племінниці Анни Леопольдівни з Мекленбурзького дому — Іван Антонович, який через вік (він був немовлям) не міг правити самостійно. Анна відмовилася передавати корону дочці Катерини I Єлизаветі Петрівні та 12-річному герцогу Голштинії Петеру Фрідріху — синові старшої дочки Петра I Анни Петрівни. Ернст Йоганн Бірон, фактичний правитель Росії та герцог Курляндії та Семигалії, за заповітом Анни ставав правителем-регентом до 17-річчя імператора Івана або, у разі його смерті, до 17-річчя іншої дитини Анни Леопольдівни та Антона Ульріха Брауншегського. З волі Анни Іванівни Бірон отримував необмежену владу у внутрішніх та зовнішніх справах, міг укладати міжнародні трактати від імені малолітнього імператора, бути головнокомандувачем армії та флоту, а також керувати фінансовою діяльністю держави.
Організатором змови проти Бірона був його найближчий соратник та довірена особа Бургард-Крістоф Мініх. Бірон на початку регентства неодноразово прагнув утримання влади всіма засобами. За свідченнями сучасників, Бірон нібито залякував батьків імператора і навіть після однієї зі сварок посадив принца Антона Ульріха під домашній арешт. За деякими даними, напередодні перевороту Бірон запитав Мініха, чи не доводилося йому робити якісь дії вночі. Почувши запитання, Мініх ледве зміг приховати своє хвилювання.

## Переворот
Вночі 9 листопада 1740 року, отримавши напередодні схвалення Анни Леопольдівни, Мініх у супроводі відданих йому особисто гвардійців (трохи більше сотні людей) вирушив до резиденції регента. Є відомості, що 300 гвардійців, які мали охороняти Бірона, негайно перейшли на бік організаторів перевороту і не намагалися запобігти арешту регента. Солдати, яким Мініх оголосив, що планується арешт Бірона, нібито прокричали «ура». На ґанку Зимового палацу було залишено 40 гвардійців, які зайняли всі входи та виходи, після чого Мініх послав свого ад'ютанта Христофа Германа фон Манштейна з 80 солдатами заарештувати Бірона. За деякими даними, Мініх наказав Манштейну заарештувати 20 гвардійців Лейб-гвардії Преображенського полку, а у разі запеклого опору було наказано позбавити Бірона життя. За спогадами самого Манштейна, його солдати точно не знали, де знаходиться спальня Бірона, тому спочатку вони просто відчиняли одну за одною двері в приміщеннях палацу, скориставшись безтурботністю та недбалістю особистої гвардії Бірона. Зрештою Манштейн увірвався до спальні регента і розбудив його. За деякими відомостями, Бірон одразу поліз під ліжко, а потім, як описує Манштейн у своїх мемуарах, «…вставши, нарешті, на ноги і бажаючи звільнитися від цих людей, сипав удари кулаком праворуч і ліворуч; солдати відповідали йому сильними ударами прикладом, знову повалили його на землю, вклали в рот хустку, зв'язали йому руки шарфом одного офіцера і знесли його голого до гауптвахти, де його накрили солдатською шинеллю і поклали в карету фельдмаршала, що чекала тут».

## Подальша доля Мініха
Бургард-Крістоф Мініх, який вирізнявся честолюбством і мріяв про просування кар'єрними сходами та звання верховного головнокомандувача російських військ, щиро розраховував на подяку Анни Леопольдівни та Антона Ульріха, які ставилися до Бірона з неприязню і побоювалися його. Втім, батьки імператора спочатку були налаштовані проти додаткового контролю над їхніми діями, оскільки постійно зазнавали утисків з боку Бірона і не бажали, щоб Мініх, який також мав жорсткий характер, обійняв посаду нового регента. Незабаром отець імператора принц Антон Ульріх Брауншвейгський отримав чин генералісімуса замість Мініха, що стало для останнього сильним психологічним ударом. Державні ж справи опинилися у віданні Андрія Остермана, якому довіряла брауншвейзька сім'я. Через короткий час Анна Леопольдівна була оголошена Великою княгинею та Правителькою Російської імперії до повноліття імператора Івана VI Антоновича. Христофор Мініх, не дочекавшись регалій, на початку 1741 р. зважився на радикальний крок і подав прохання про відставку. Мабуть, він розраховував, що цей крок сприятиме пом'якшенню позицій батьків Івана Антоновича. Правителька, тільки-но побачивши прохання, без вагань задовольнила прохання Мініха і відправила його у відставку.

## Вплив Остермана
Одним з тих, хто зберіг колишнє привілейоване становище і навіть придбав нові політичні дивіденди після палацового перевороту 1740 року, був Андрій Остерман, який у роки фаворитизму Бірона був його ключовим радником з низки значних питань державного управління та очолював заснований з його ж уряд. Анна Леопольдівна не обмежила привілеїв Остермана і зберегла за ним всі його адміністративні посади, хоча є припущення, що Остерман був в курсі перевороту, що готувався проти регента Бірона і знав його приблизну дату. Надалі Остерман, який став близьким радником Анни Леопольдівни, неодноразово попереджав матір Івана VI про змову, яку планувала Єлизавета Петрівна, але всі його попередження залишалися представниками Брауншвейзького дому без належної уваги.

## Опис у Пікуля
Ось як описує момент нічного перевороту письменник Валентин Пікуль у романі «Слово і справа» (книга 2) (опираючись багато в чому на відомості зі спогадів Манштейна):
. . . Солдати варти, мабуть, заблукали. Манштейн вирішив діяти поодинці. На жаль, він опинився по той бік ліжка, де лежала горбуниха. А сам регент зістрибнув з іншого боку і почав ховатися під ліжко.

— Караул! — волав він несамовито. — До мене… врятуйте! — Караул іде за мною, — відповів Манштейн. По колу кімнати, застеленої червоним килимом, він оббіг цілий альков і тріснув Бірона по зубах. Удар могутнього Алківіада був такий сильний, що регент відлетів до стіни. Але розпач надав йому бадьорості. Він кинувся на Манштейна з кулаками і відразу потрапив у нерозривні кліщі обіймів Мініхового ад'ютанта. Бірон кусав Манштейна, плювався йому в обличчя, але Манштейн стійко втримав його доти, доки не прибігли солдати. — Беріть його… тягніть! — гукнув він. Бірон ще боронився. Хтось із солдатів, недовго думаючи, посунув його прикладом по голові. Інший повалив його додолу, притиснув до підлоги. Третій сунув у рот Бірону кулак, щоб регент не репетував. — Давай хустку, — сказав драбант-ветеран. У рота регентові забили кляп. Офіцер зірвав із себе шарф і зв'язав їм руки герцога за спиною. Бірон був у спідній білизні, обшитий мереживами-блондами. Манштейн одягати його по-зимовому не велів:

 — Якщо зараз замерз, то в Сибіру відігріється… тягни!...

## Дружина Бірона
Відомо, що солдати, послані заарештовувати Бірона, не отримали наказу щодо дружини регента Бенігни Готтліб Тротт фон Трейден, яка, скориставшись метушні у зв'язку зі побиттям свого чоловіка, вибігла з палацу в одній нічній сорочці. Гвардійцям вдалося зловити її, і вони привели її до Манштейна, спитавши, що з нею робити. Манштейн наказав везти її разом із поваленим чоловіком у Зимовий палац, але гвардійці, зіткнувшись з лютим опором Бенігни, залишили її в снігу. Вона пролежала в кучугурі деякий час, поки хтось з офіцерів не виявив її та не наказав везти її в ув'язнення до Зимового палацу за чоловіком.

## Доля Бірона та його братів
Після перших допитів Бірона разом із дружиною та сином Петером фон Біроном ув'язнили у Шліссельбурзькій фортеці. Було створено спеціальну слідчу комісію, яка мала розслідувати «злочини» Бірона як у період фаворитизму, і під час нетривалого регентства. У результаті після п'яти місяців роботи комісії суд засудив Бірона до четвертування, яке незабаром за рішенням Анни Леопольдівни було замінено позбавленням усіх посад та заслання до Пелима. Майно Бірона за рішенням суду було конфісковано, а самому екс-регентові на засланні визначалися «кормові» розміром 15 рублів на день (включаючи витрати на прислугу).
Внаслідок перевороту постраждали та брати Ернста Йоганна фон Бірона. Зокрема, його молодшого брата Густава Бірона також уклали в Шліссельбурзьку фортецю, після чого під час слідства було визнано співучасником брата і заслано до Нижньоколимського острогу. Інший брат, Карл Бірон, який перебував на посаді генерал-губернатора Москви, був заарештований і під найсуворішою вартою переведений до Риги, де в секретній в'язниці Ризького замку був допитований. Незабаром, після завершення процедури дізнання в червні 1741 року він був відправлений на заслання до Середньоколимська.